# 拉瓦列縣 (門多薩省)

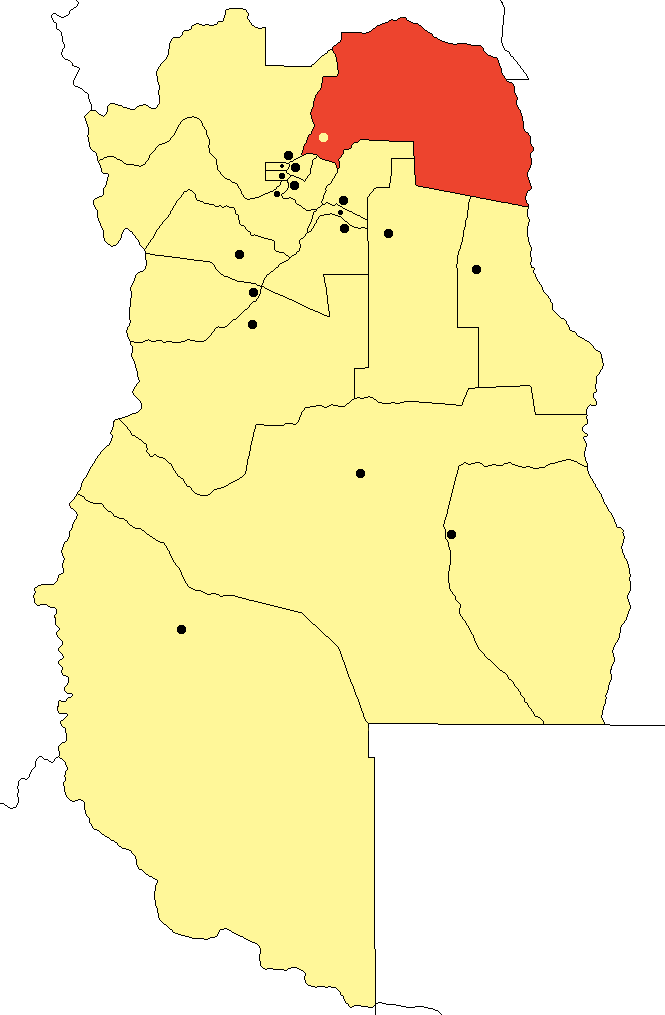

32°43′S 68°35′W / 32.717°S 68.583°W
拉瓦列縣（西班牙語：Departamento Lavalle），是阿根廷的縣份，位於該國西部門多薩省，首府設於圖盧馬亞鎮，始建於1853年10月20日，面積10,212平方公里，2010年人口36,738，人口密度每平方公里3.6人。